# Claudia Cardinale
Claudia Cardinale, född 15 april 1938 i Tunis i Tunisien, är en italiensk skådespelare.

## Biografi
Claudia Cardinale föddes 1938 i Tunis i dåvarande Franska protektoratet Tunisien av italienska föräldrar som Claude Joséphine Rose Cardinale, och växte upp där, i stadsdelen La Goulette. 1957 vann hon en skönhetstävling i Tunisien, där priset var en resa till filmfestivalen i Venedig. Hon tog sedan lektioner vid en skådespelarskola i Rom och fick småroller i olika filmer från 1958.
1959 födde hon en utomäktenskaplig son, Patrick, men uppgav att han var hennes yngre bror, och inte förrän pojken var 19 år avslöjade hon sanningen.
På den tiden var Italien på jakt efter en ny superstjärna efter Sophia Loren och Gina Lollobrigida, som båda hade begett sig till Hollywood. Producenten Franco Cristaldi valde 1958 Cardinale som deras efterträdare, tog hand om hennes karriär och blev hennes partner från 1966 och adopterade Patrick. Han till och med anordnade en bröllopsfest för henne, men enligt en intervju med henne själv 2020 gifte de sig aldrig. Paret gled isär, och 1975 inledde hon ett förhållande med den italienske filmregissören Pasquale Squitieri som varade till hans död 2017. Hon har således aldrig gift sig, men de fick en dotter, Claudia Squitieri, även hon skådespelare, den 28 april 1979. Cardinale blev stjärna även internationellt i början på 1960-talet, främst genom sin roll i Federico Fellinis succéfilm 8 ½ (1963), Den rosa pantern samma år, Rocco och hans bröder (1960) och Harmonica - En hämnare 1968. Cardinale har dock aldrig vunnit samma popularitet som Loren och Lollobrigida.

## Filmografi i urval
- 1958 – Kvartetten som sprängde
- 1959 – Mördare utan alibi
- 1960 – Den vackre Antonio
- 1960 – Slaget vid Austerlitz
- 1960 – Rocco och hans bröder
- 1961 – Flickan med kappsäcken
- 1962 – Cartouche – mästertjuven
- 1963 – 8 ½
- 1963 – Leoparden
- 1963 – Den rosa pantern
- 1964 – Wild West Show
- 1965 – Karlavagnens bleka stjärnor
- 1966 – De professionella
- 1966 – Commandos
- 1967 – Vad gör du i min säng...
- 1968 – Harmonica – en hämnare (Once Upon a Time in the West)
- 1969 – Det röda tältet
- 1974 – Våld och passion
- 1977 – Jesus från Nasareth (Miniserie)
- 1978 – Du tar mig aldrig levande
- 1979 – Flykten till Athena
- 1982 – Fitzcarraldo
- 1984 – Enrico IV
- 1989 – Franska revolutionen
- 1991 – Mayrig
- 1993 – Rosa Panterns son
- 2002 – And Now... Ladies and Gentlemen...
- 2009 – Le fil
- 2014 – Effie Gray
- 2015 – All Roads Lead to Rome

## Galleri

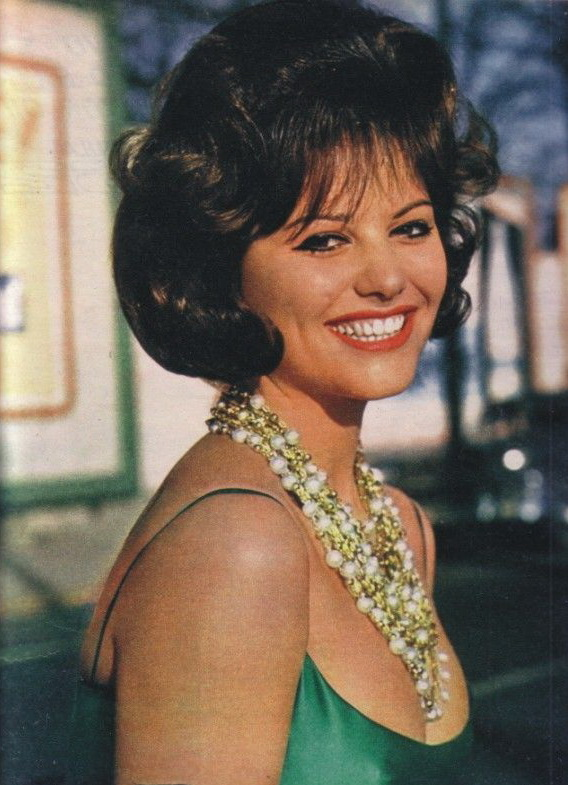
Claudia Cardinale 1962.
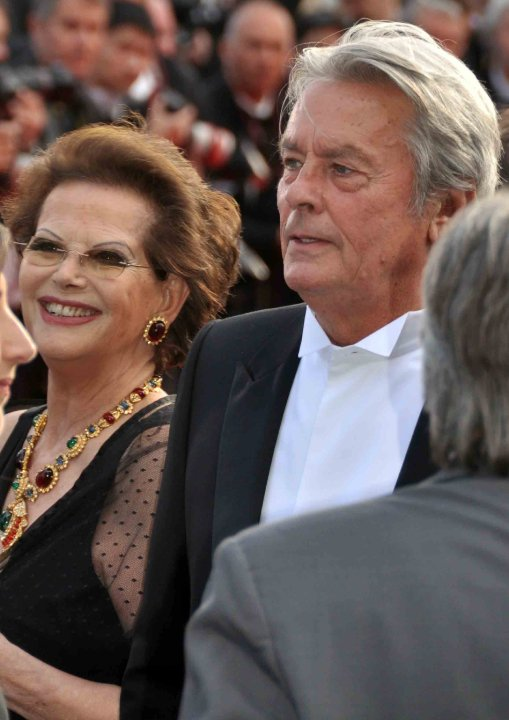
Claudia Cardinale och Alain Delon 2010.